# Smoluchowski (kráter)
Smoluchowski je měsíční kráter nacházející se na severní hemisféře na odvrácené straně Měsíce, který leží v librační oblasti a je tedy za příznivých podmínek (samotná librace, sluneční osvětlení) pozorovatelný ze Země. Vzhledem k velkému zkreslení nelze pozorovat mnoho detailů.
Má průměr 83 km, pojmenován je podle polského fyzika Mariana Smoluchowského.
Je situován na severním okraji nepravidelného kráteru Poczobutt a jeho severovýchodního okrajového valu se téměř dotýká menší kráter Paneth. Západo-jihozápadně lze nalézt kráter Zsigmondy, jihozápadně kráter Omar Chajjám.

## Satelitní krátery
V okolí kráteru se nachází několik dalších kráterů. Ty byly označeny podle zavedených zvyklostí jménem hlavního kráteru a velkým písmenem abecedy.
| Smoluchowski | Sel. šířka | Sel. délka | Průměr |
| ------------ | ---------- | ---------- | ------ |
| F            | 60.1° S    | 90.9° Z    | 35 km  |
| H            | 59.5° S    | 92.7° Z    | 41 km  |